# ادراهالی
ادراهالی (به انگلیسی: Adrahalli) یک روستا در هند است که در کارناتاکا واقع شده‌است.